# Johann Friedrich Benzenberg
Johann Friedrich Benzenberg est un physicien, géomètre et essayiste allemand. Né à Schöller, près d'Elberfeld le 5 mai 1777, il est décédé le 8 juin 1846 à Bilk, près de Düsseldorf.

## Biographie
Il étudie la théologie à Marburg (1795-1797), l'astronomie et les mathématiques à Göttingen (1797-1799). Professeur de physique et d'astronomie au lycée de Dusseldorf (1805), il fonde dans la ville une école d'arpentage (1815) puis un observatoire (1844) à Bilk. L'électeur de Bavière lui confie alors la direction du cadastre débuté en 1807.
Il soutient dans ses écrits le gouvernement représentatif, l'égalité devant la loi et la liberté des cultes.
Une école de Dusseldorf a été nommée en son honneur.

## Œuvres
- Manuel de géométrie (1810)
- Essais sur la rotation de la terre (1845)
- Des étoiles filantes (1839)
- Du commerce, de l'industrie, des impôts et des douanes (1819)
- De l'organisation provinciale (1822)
- Des finances de la Prusse (1820)
- De la constitution des États allemands (1845)